# Egyiptomi óbirodalom
Az Óbirodalom az ókori Egyiptom történelmének körülbelül öt évszázadot felölelő korszaka. Egyes források i. e. 2778-2260, mások i. e. 2686-2173 között számítják. Az Óbirodalom a piramisok és piramisépítők kora volt, ekkor éltek többek között a gízai piramisok építtetői, a IV. királydinasztához tartozó Hufu, Hafré és Menkauré fáraók. Az egyiptomi Óbirodalom a későbbi közép- és újbirodalommal egyetemben az alsó Nílus-menti kultúra egyik virágzó korszaka.

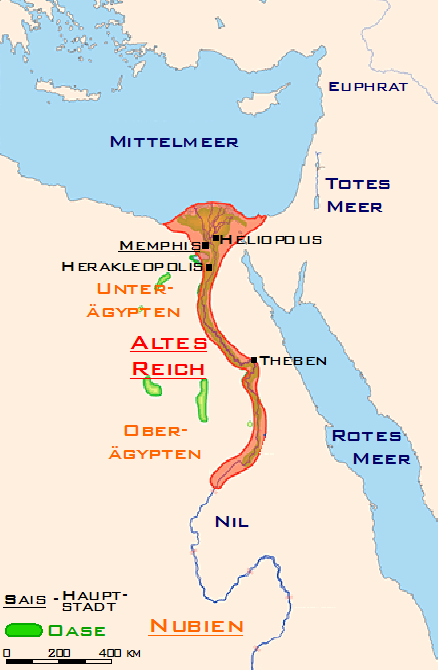
Egyiptom az Óbirodalom idején

## Dinasztiák

### A III. dinasztia
A III. dinasztia Kr.e 2778-2723-ig tartott. Hat fáraó uralkodott ezekben az években. Közülük a legjelentősebb Dzsószer fáraó, aki új székhelyre költöztette udvarát, a Meni által alapított Ineb Hedzs (= Fehér Falak, később Men-nefer-Pepi, görögül Memphisz) városába. Ő építette az első lépcsős piramist. Az utána következő fáraókról- Szehemhet, Szanaht, Haba, I. Neferkaré, Huni- nem sokat tudunk. Huni Mejdúmban építtetett piramist (Mejdúmi piramis).

### A IV. dinasztia
A IV. dinasztia Kr.e 2723-2563-ig tartott. Ide tartoznak a nagy piramisépítő fáraók. Az első uralkodó Sznofru volt. Núbiába, Líbiába és a Sínai félszigetre is átkalandzott. Az ő idejében még nem volt tökéletes a piramisépítés, ezért az első kettő alkalmatlanná vált végső nyughelyként. A harmadik viszont már sikerült, ez Dahsúrban áll. Az ő fia volt Hufu, aki a gízai fennsíkra építtette piramisát. Ezután egyik fia, Dzsedefré jutott hatalomra, mégpedig úgy, hogy megölte idősebb fivérét. Bosszúból a fiatalabbik, Hafré meggyilkolta. Hafré építette a gízai nagy szfinxet, mögé pedig a piramisát. Az utolsó két uralkodóról, a harmadik gízai piramist emeltető Menkauréról és fiáról, Sepszeszkafról nem sokat tudunk.

### Az V. dinasztia
Az V. dinasztia Kr.e 2563-2423-ig tartott. Ez volt Ré kultuszának dinasztiája. Innentől kezdve a fáraók Ré fiának számítottak, erre utalnak a neveik is, például Szahuré, Noferikaré, Noferefré, Niusszerré. Núbiában és a Sínai-félszigeten hódítottak. Ekkor volt az Óbirodalom a leggazdagabb.

### A VI. dinasztia
A VI. dinasztia 2423-kb. 2300-ig tartott. A kor elején az állam majdnem összeomlott. A nemesi hatalom egyre jobban növekedett. Az első jelentős uralkodó I. Pepi volt. Templomokat építtetett, Núbiában és Ázsiában is kalandozott. Két felesége volt, és 49 évig uralkodott. Utána fia, I. Meriné uralkodott 14 évig. Ő már Szudánba is betört seregével. A következő uralkodó II. Pepi volt. Amikor trónra lépett csak 6 éves volt, majd 94 évig uralkodott. Uralkodása alatt kereskedelmi kapcsolatok létesültek Föníciával és a Punt királysággal. Mivel nagyon idősen halt meg, egyre nehezebben viselte az állam terheit, emiatt megkezdődött az Óbirodalom hanyatlása.

## A korszak jellemzése
Az Óbirodalomban új folyamatok indultak meg mind a királyság intézményrendszerének szerveződésében és működésében, mind a vallásban. A III. dinasztia még sajátosan átmeneti jellegű képződmény. Már egy egységes állam despotikus istenkirálysága, melyben a legnagyobb hangsúlyt a mitológiák szinkretizálása kapta - nyilvánvalóan az egység ideológiai alapjának megteremtése céljából - ekkorra datálhatók a korai helyi monoteizmusok (vagy fétis- és totemkultuszok) henoteisztikus átalakulása. Ugyanakkor még a központi államigazgatás, de egyáltalán a hivatalnokrendszer átszervezéséről nincs adat. Igaz, arra sincs adat, hogy ugyanolyan módon kormányoztak volna, mint az I–II. dinasztia korában, de ez tulajdonképpen kizárható, mert az uralkodó státuszának megváltozását konkrét adatok bizonyítják, a királyi titulatúrától kezdve a királytemetkezésig. Tehát a III. dinasztia a belügyek intézésének módjában kilóg abból a sorozatból, melybe a IV–VI. dinasztia tartozik. Eme keverékjelleg miatt afféle „nulladik átmeneti időszak”-ként értelmezendő.
A Nílus völgye az első zuhatagtól egészen a legészakibb Deltavidékig egyetlen uralkodó alatt egyesült. A király egészen a IV. dinasztia végéig szabadon rendelkezett tíz sepat-kormányzója bármelyikével. Az előkelők legnagyobb része közvetlen rokonságban állt a királlyal. A királyi házat formálisan megkülönböztették az államtól, de ennek csak elvi jelentősége volt. Ettől kezdve az Óbirodalom több mint félezer esztendős belső nyugalma és stabilitása meghozta gyümölcsét. (Az Óbirodalom a világ egyik legbékésebb periódusa. Ismereteink szerint igen kevés nagyobb léptékű konfliktus zavarta meg a békét, s bár kifelé mutatott némi katonai aktivitást néhány uralkodó, egy hadjárat sem volt nagyobb jelentőségű, illetve hódító jellegű, csak zsákmányoló.) Jellemző, hogy az Óbirodalomban családonként csak két fiú volt hadköteles, de ezeket sem mindig hívták be. A katonák csak ellátást kaptak, éppúgy, mint a közmunkában résztvevők. Fegyverzetük a legminimálisabb, döfőlándzsa és buzogány, esetenként életlen döfőkard, afféle nagyméretű tőr. A „hadsereg-parancsnokság” az úgynevezett fegyverház volt, melynek élén állandó parancsnok állt, de a nemesség csak alkalmilag, egy-egy hadjárat erejéig állt a sereg élére. A katonaság nem volt megbecsült foglalkozás, ami közvetve Egyiptom katonai potenciálját is mutatja, de az ország földrajzi helyzete lehetővé tette a nyugalmas fejlődést, a középbirodalom  végéig külső ellenség legfeljebb a környező sivatagok nomádjai képében jelentkezett, Egyiptom pedig nem hatolt messzebbre délen a Nílus 4. zuhatagánál, északon a Szinájnál. Az ország határai a lehető legszilárdabbak voltak: a szuezi földszoros és a Nílus első zuhataga állta útját a nagyobb léptékű népvándorlásoknak. Egyiptom fiatalos erejének lendülete nem tört meg a parttalan háborúskodásokban, hanem azt az egész országra kiterjedő közműhálózat, mindenekelőtt a töltések, csatornák és gátak építésére fordíthatta (a közműépítők ugyanazok a közmunkások voltak, akik háború esetén a katonák lettek volna). A klasszikus kor folyamán Egyiptom lakossága stabilan tartotta a körülbelül nyolcmillió fős lélekszámot, azaz épp annyi volt, mint az arab-Egyiptom lakossága az első világháború vége felé. Az ország gazdasága azonban mintegy 16 millió embert is eltarthatott volna, vagyis nyolcmillió ember eltartására elegendő élelem-felesleg képződött minden esztendőben - ma már nem könnyű elképzelni az uralkodó hatalmát, akinek mindez a személyes tulajdona volt.
Az Óbirodalom évszázadaiban létrejött az abszolút monarchia. Dzsószer megépíttette Szakkarában az örökkévaló házat, amely az égig magasodik, s amit ma a világ a „szakkarai lépcsős piramis” néven ismer. Jóllehet a Lépcsős piramis több tekintetben kísérleti jellegű, és a terveket az építkezés közben többször módosították, az építmény mégis bámulatra méltó műszaki tudásról és gazdasági hatalomról ad bizonyságot. A Lépcsős piramis építésze Imhotep volt. Ettől kezdve mintegy ezer éven keresztül a fáraók piramisokba temetkeztek, ebben főleg a IV. dinasztia uralkodói jeleskedtek, s ezért a korszakot a „piramisok kora” elnevezéssel is illetik. A sírépítkezések kapcsán terjedt el a kőből való építkezés. Hufu uralma alatt fejlődött ki teljesen a központosított királyi hatalom, létrejött az istenkirályság. Kheopsz és fia , Hafré számára épültek a legnagyobb piramisok, amelyek Gízában ma is a világ legnagyobb turisták millióit vonzó látványosságai közé tartoznak.
A gazdaság a II. dinasztia végére gyökeresen átalakult. A szabad földközösségen alapuló falvak (faluközösség) megszűntek, de a magántulajdon egyéb formái nem alakultak ki. Nem tudni, Egyiptom földje milyen módon ment át kizárólagosan a király tulajdonába. Tény azonban, hogy az Óbirodalom korának elején minden termőföld a király személyes tulajdona, néhány önálló faluközösséget kivéve. A központilag irányított öntözőrendszer folytán megnőtt a gabonatermelés. A kézművesség számottevő mértékben fellendült. A legjelentősebb exporttermékek: méz, zsír, ruha, fajansztárgyak és alabástrom vázák, a kereskedelem királyi monopólium maradt. A gyakran rabló jellegű kereskedelmi vállalkozások során arany, réz és - kezdetben csak csekély számban - hadifogoly-rabszolga került az országba. A foglyokat házi vagy mezőgazdasági rabszolgaként alkalmazták. A gazdasági életben a földművelés és a kézművesség dominált. Már ismerték az árpa-, zöldség-, len- gyümölcs-, bor- és olívatermesztést.
A hatalmas építkezések és az arisztokráciának nyújtott adományok és kiváltságok a korszak végére megrendítették a királyi hatalom anyagi alapját, s ez a kerületi kormányzók, a nomarkhészek függetlenedési törekvéseivel párosulva az Óbirodalom bukásához vezetett.

## Az Óbirodalom társadalma
A Nílus mentén felépült mesterművek a fáraó isten voltát és kivételes hatalmát bizonyították. A piramis formája az egyiptomi társadalmi szervezet alapelvét tükrözte: a csúcson a fáraó állt, s a csúcs közelében található hivatalnokok, papok és írnokok zárt körének magasztos tevékenységét az odalent robotoló paraszti tömegek munkája tartotta fenn s tette lehetővé.
A fáraó a szó szoros értelmében a föld ura volt. A papok és a hivatalnokok igazgattak ugyan gazdag birtokokat, de a földre és a föld minden terményére vonatkozó jogcímük a királytól származott rájuk, aki minden föld tulajdonosa volt, és őt illette meg minden föld hozamának egy meghatározott része. A fáraónak engedelmeskedett a Nílus is, részben a király isten voltából fakadó varázshatalma hatására, részben pedig gyakorlatiasabb összefüggésben is, azoknak a gátaknak és csatornáknak a révén, amelyek szintén a király hatalma alá tartoztak. Ő volt minden egyiptomi legfőbb ura és parancsolója; a szántóvetőktől a királyi rokonig mindenki engedelmeskedni tartozott, ha a fáraó utasította valamely általa - azaz az istenkirály által - kijelölt munka elvégzésére vagy feladat végrehajtására. Ő volt a jog és az igazságszolgáltatás forrása, s mivel nem létezett törvénykönyv vagy jogi precedensgyűjtemény, a fáraó szava volt a törvény. Az ő kezéből származott minden gazdagság, s ő szabályozta a kereskedelmet is. Rövidebben, s egy Ameni nevezetű nomarcha sírjában talált felirat szavaival: a fáraó volt „mindennek a felügyelője, amit az ég ajándékoz, és a föld megterem”.
A gyakorlatban persze a király kénytelen volt másokra átruházni legtöbb funkcióját. Ezért alakult ki Egyiptomban, a világnak ebben a leginkább centralizált államában az emberiség történetének egyik leghatalmasabb bürokráciája. A kormányzati rendszer élén a vezír (tjati) állt, ez a seregnyi címet viselő és legalább harminc fontos funkciót betöltő főhivatalnok.
A vezírt rangban alatta a kancellár követte, őt pedig a tartományi kormányzók. Időről időre előfordult, hogy egyes kormányzók szövetkeztek egymással, és dacolni próbáltak a fáraó hatalmával, de többségükben hűséges hivatalnokok voltak, akik a királyi erény és igazságosság helyi megtestesítőinek tartották magukat.

## A gazdasági élet
Alapvető változások történtek a Nílus-völgy gazdaságában, melyek nagyrészt bizonyára az országegyesítés folyományai, de semmi konkrétum nem ismert. A földtulajdon királyi kézbe kerülésének módja is ismeretlen. A folyamat nemcsak részleteiben, de egészében is homályos. Nem tudni, milyen jogon sajátította ki az uralkodó a területeket - erőszak jogán (ius quiritum), az istenkirály jogán, parancsszóval vagy „önkéntes” felajánlásképp -, mindenesetre az Óbirodalomra a földmagántulajdon szinte ismeretlen fogalommá vált. Az egyik lehetséges magyarázat, hogy a parasztságot gyakorta telepítették át a közvetlen királyi felügyelet alatt álló újonnan alapított városokba és falvakba. Így az eredeti földközösségek szükségszerűen megszűntek, újak pedig nem alakulhattak. Az uralkodó a megszerzett területeket már csak használatba adta, tulajdonba sosem. Kiváltságos földek nem léteztek, minden földhasználónak azonos kötelezettségei voltak. Még nem léteztek adóbérlők, akik kiszipolyozták volna a parasztságot, az államapparátus bár szerény, de elegendő és kielégítő volt, nem túlságosan nagy igényekkel.
A despotikus királyi hatalom alapja az Óbirodalomban a hatalmas, mondhatni országnyi földbirtok. Ezzel az összes élelmiszerkészlet is a király személyes rendelkezésére állt, valamint szinte valamennyi korabeli tulajdonforma is. Alapvető elv, hogy minden termés a királyt illeti, melyet aztán ő a szükségletek alapján oszt el, ez a redisztribúció elve. E társadalmi forma, mely igen hasonlít az ún. főnökségi rendszerekhez (párhuzam az ismert megalitikus társadalmakkal) még a III. dinasztia idején is fennállt, vagyis az utolsó nagy alsó-egyiptomi felkelés után is létezett, sőt fennmaradt egészen a IV. dinasztia végéig. Dzsószer erre alapozva alakíthatta ki a saját hatalmi bázisát. De egyben gátja is volt a közigazgatás tovább fejlesztésének - így ez a forma minden bizonnyal még a harmadik dinasztiában változásnak indult, még akkor is, ha erről csak a következő korszakból, a IV. dinasztia korából van adat. A IV. dinasztia idejében ez a – korábban hatékony és rendkívül emberséges – rendszer már a fejlődés gátjává vált, és megszűnése az Óbirodalom bukásának megelőzéséhez késői volt, az Átmeneti Időszak termelési válságának orvoslásához korai.
A rendszer gazdaságának alapja a paraszti kényszermunka volt. A hatóságokat elsősorban a szolgálat kikényszerítése és a terményjárulék behajtása foglalkoztatta. Az adózás rendszere igen bonyolult volt. Az ingatlanra annak alapján állapították meg a fizetendő adó nagyságát, hogy - amint ezt egy hivatalos dekrétumból tudjuk - „mennyi csatorna, tó, kút, víziút és fa” található a birtokon. A pásztor a jószága után, a kézműves a termékei után teljesített beszolgáltatást. De az adóbevétel legfontosabb forrásai ebben az alapvetően mezőgazdasági országban természetesen a növényi termények voltak. A pénzforgalom még nem létezett, de már elterjedt a sati elméleti pénzegység használata.

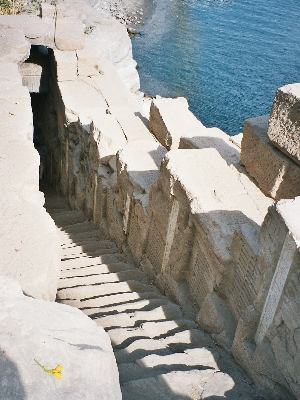
Nilométer Elephantiné szigetén

Az adó szempontjából a termőföldet sávokra osztották: arra a sávra, amely rendszeresen részesült a Nílus áldásából, arra a sávra, amely csupán néha részesült ebből az áldásból és arra a sávra, amely soha, vagy legfeljebb nagy ritkán részesült belőle. Minden évben aszerint számították ki a fizetendő adót, hogy a folyó különböző szakaszain mekkora az áradás; az első ilyen szakasz az 1.katarakta (zuhatag) közelében, Elephantiné szigeténél kezdődött. Itt az I.dinasztia korától kezdve rendszeresen mérték az árhullám nagyságát, először a Nílus partja menti sziklafalba vésett egyszerű jelekkel, később viszont már az úgynevezett nilométerrel, mely a folyóba levezető, pontosan kalibrált lépcsősor volt.
Az egyiptomiak éves ciklusát a Nílus határozta meg, amely minden évben kiöntött medréből, termékeny iszappal borítva be a talajt. Az árvíz júliusban, az abesszin fennsík erős esőzései és hóolvadása után köszöntött be, szeptemberben tetőzött, majd októberben apadt. A magasabban fekvő területekre kivonult emberek ezután visszatértek, a földeket újból kimérték és ismét kezdődött a föld megművelése. A parasztok égetetlen vályogtéglából épített házakban laktak, melyeket a Nílus vize feloldott, így aztán minden tavasszal elsőként a házaikat kellett újraépíteni. A Nílus vizét nagy tárolómedencében visszatartották és csatornák sűrű hálózatán keresztül vezették a földekre. Mivel ritkán esett az eső, nagy értéke volt a víznek. Ha egyszer elmaradt az áradás, vagy a szokásosnál kisebb mértékű volt, éhínség fenyegetett, hisz hiányzott a víz és a talajt megtrágyázó iszap.
A Nílustól való függőség megkövetelte a víztározók és gátak tervszerű építését és karbantartását.
A földosztást és a vízhasználati jogok kezelését a királyi hivatalnokok intézték. Hogy az áradás ne érje az országot váratlanul, már korán kidolgoztak egy megbízható naptárt. A napév 365 és egynegyed napból állt, a 365 napos naptári évnél az évkezdet minden negyedik évben egy nappal eltolódott. Ezért a naptárt összekapcsolták a Sziriusz csillaggal, amely minden évben egy hosszabb periódus után július 19-én válik ismét láthatóvá. Egy Sziriusz periódus 1460 évig tart, ami után a napév és a Sziriusz-év ismét összetalálkozik. Az asztronómia feladata Egyiptomban a naptárkészítés volt, de a Felső-Egyiptomban oázisról oázisra vándorló nomád pásztorok is a csillagok segítségével tájékozódtak.

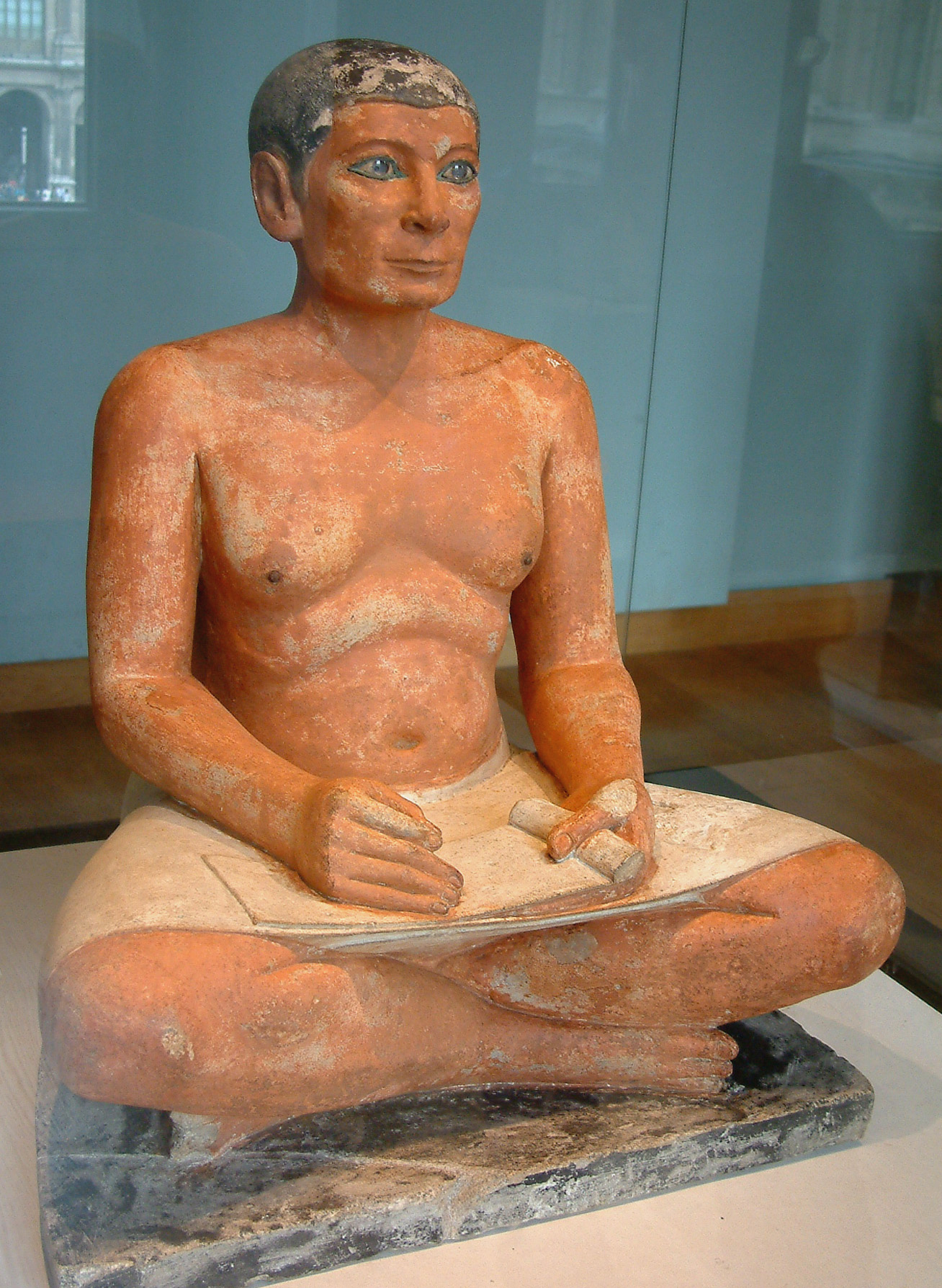
Egyiptomi írnok szobra

Amíg a földeket elöntötte az ár a parasztokat gyakran besorozták a fáraó piramisépítői közé, vagy a hadseregbe, de egyébként is közmunkával tartoztak azokban az időszakokban, amikor a földeken nem lehetett dolgozni. A közmunka „intézménye” tette lehetővé az egész Nílus-völgyet behálózó gát- és csatornarendszer kiépítését és fenntartását. Majd amikor a Nílus visszatért medrébe - ezt az időszakot az egyiptomiak a föld felmerülésének nevezték -, a parasztok kivonultak a földekre, a megfelelő helyekre vezették el a vizet, faekékkel felszántották a földet, és árpát, tökebúzát és lent vetettek belé. Egyiptom három évszaka közül az utolsó - a februárban kezdődő szárazság - során a parasztok betakarították, majd nyomtató szamarakkal vagy marhákkal kicsépelték a termést, és miután az adószedők elvették a hozam nekik járó részét, a megmaradt terményből a parasztok megsüthették a kenyerüket és megfőzhették a sörüket; ez a kettő volt ugyanis az alapvető táplálékuk, s ezzel fizette őket a fáraó is a piramisok építésénél. A korszak eredménye az állattenyésztésben az antilop és a kecske háziasítása is.
A gazdasági és társadalmi élet minden szeletében, a nagy háztartások életének mindennapjaitól a paraszti gabonatermelésig gondos könyvelés és nyilvántartás folyt. Ennek eszközeként alakult ki az egyiptomi írás, melynek elterjedéséhez nagyban hozzájárult a Nílus egyik adománya: a magasra növő papirusznád, mely bőven termett a folyópart mentén és a delta mocsaras vidékén.

## Vallás, kultúra
A III. dinasztia végéig semmilyen említés nincs egyiptomi papságról. A papi feladatokat közhivatalnokok végezték egyéb teendőik mellett. Csak a IV. dinasztia folyamán (Sznofru majd Hufu alatt) tűnnek fel az első papi címek. A papság kiváltságolását a jelek szerint Sepszeszkaf kezdte meg, aki a Menkauré-temetkezési körzet papjainak adott előjogokat. Célja valószínűleg az volt, hogy az önellátó papság saját erejéből teljesítse isteni atyja halotti kultuszaihoz kötődő kötelezettségeit.
A műveltség és a tudomány kútfői Egyiptomban is a papok voltak. Mivel a Napnak és a csillagoknak az egyiptomiak szemében vallásos jelentésük volt, a papok mesteri fokon művelték a csillagászatot. Rájöttek, hogyan számítsák ki azt a pillanatot, amikor a felkelő vagy a lenyugvó nap sugarai valamelyik piramis csúcsára vetülnek, és vakítóan megvillannak; ettől a villanástól ért fel érzelmi csúcspontjára a vallási szertartás. Az a nap, amikor a Sziriusz, a legfényesebb csillag együtt kel fel a Nappal, lett az egyiptomi év első napja; az év egyébként tizenkét harmincnapos hónapból állt. Öt további napot Ozirisz (wśr-Uszíre), Hórusz (ḥrw-Hór), Ízisz (jśt-Iszet), továbbá Széth (swtḫ-Szet) és felesége, Nebethet (nb.t ḥt) születésnapjának a megünneplésére tartottak fenn.

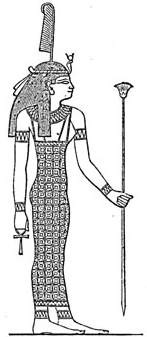
Maat istennő

Ugyanakkor a papok legfontosabb dolga nem a természet értelmezése és magyarázata, hanem a természet csodás erőinek az ünneplése volt. A korai egyiptomiak számára az istenek hatalma világosan látható volt a természet világában. Így az ókori egyiptomi vallás isteneinek jó része különböző állatok alakjában vagy azokhoz kapcsolódóan jelenik meg az ábrázolásokban. Bár az egyiptomi vallásnak nem volt szent könyve vagy parancsolatgyűjteménye, mégis megvolt a maga egységadó princípiuma, a "maat", amelyet Maat istennő személyesített meg. A fogalmat sokféleképpen fordítják: igazságosságot, igazságot, rendet és erényt egyaránt jelenthet. De ennél többet is jelent, ugyanis a kozmosz rendjére utal, amely a teremtés során jött létre. A templomokban gyakran láthatunk olyan jeleneteket, ahol a fáraó a Maatot jelképező szobrocskát ajánlja fel az isteneknek, vagy éppen átveszi tőlük. Ez azt az elképzelést jeleníti meg, mely szerint az istenek biztosítják az emberek számára a rendet, kölcsönös kapcsolatban állva az istenkirállyal. Így egyúttal a fáraó isteni származását és királyi voltát is alátámasztották.
Az államvallás szerint az uralkodó volt az egyetlen főpap, akinek joga volt belépni a templomok belső szentélyébe, de mivel ezt a jogot nem tudta gyakorolni egyidejűleg minden templomban, ezért a papságot bízta meg azzal, hogy képviseljék. A papok tehát a király nevében tevékenykedtek, és nem csupán helyettesítették őt. Az egyiptomi szövegek igen világosan különítik el a fáraó két tulajdonságát: embernek született, de ő biztosítja az istenek akaratából a világ rendjét, anélkül, hogy még életében teljesen istenné válna.
Az egyiptomi vallás vastag rétegei alatt ott rejtőzött a vallás tartós és romolhatatlan magva: a túlvilági élettel kapcsolatos hiedelmek rendszere. A fáraó maga is szüntelenül készült arra a pillanatra, amikor majd elfoglalja az őt jogosan megillető helyet az istenek között. Hogy megkönnyítsék a fáraó mennyei utazását, hatalmas halotti bárkákat helyeztek el sírjuk közelében.
Egyes isteneket, például Oziriszt és Hóruszt az egész országban egyformán tisztelték, de a politikai erőviszonyok változásainak megfelelően a fáraók székhelye istenének befolyása mindig erősödött. Így például a IV.dinasztia kezdetekor Héliopólisznak, azaz a "Nap városa" istenének, Rének. S hamarosan minden fáraó Ré fiának nyilvánította magát.
A kultúra területén is jelentős fejlődés indult meg az Óbirodalom idején. Megjelent a hieratikus írás, ami már egyszerűsített folyóírás. Kialakult az egységesnek mondható óegyiptomi nyelv. A piramisok és az Abu Gurab-i naptemplom mellett komoly eredmények születtek a szobrászatban. (Rahotep és Noferet szobra. Az ülő írnok szobra. Hafré szobra. Menkauré háromalakos szobrai. A gízai Nagy Szfinx. Kaaper faszobra.) Irodalmi alkotások jöttek létre. (Ptahhotep intelmei. Ipuver intelmei. Előkelők életrajzai. Önéletrajzok.)

## Külkapcsolatok
A fáraók, miközben a szent építkezésekkel voltak elfoglalva, világi ügyeiket sem hanyagolták el. Az V. és VI. dinasztia királyai, elődeikhez hasonlóan, nagyszabású kereskedelmi expedíciókat szerveztek, és indítottak útjukra. Mezopotámiával ellentétben, ahol a kereskedés igen korán egy kereskedőréteg dolgává vált, Egyiptomban az i. e. második évezred derekáig még csak a "kereskedő" szó sem létezett. A külkereskedelem a királyi jogok körébe tartozott: a fáraó kereskedelmi vállalkozásokra adott megbízást hatalmas királyi haszon reményében.
A király megbízottai főképp faanyagot igyekeztek beszerezni, mert a bútorok készítéséhez vagy a gazdagok villáinak gerendázatához szükséges fát nagyrészt importálni kellett. Egyiptom élénk forgalmat bonyolított le Büblosszal, evvel az ősi kereskedelmi központtal, mely Libanon partvidékén, cédruserdőkkel borított hegyek közelében terült el. A fát először idegen országok hajóin kellett Egyiptomba szállítani, mert egyelőre nem volt annyi faanyag az országban, hogy Egyiptom megépíthesse a saját tengerjáró kereskedelmi flottáját. Az egyiptomiak a világ legelső és legjobb hajósai közé tartoztak, akik a nagy folyót járva tanulták ki mesterségüket, de arra vonatkozólag, hogy tengerre is szálltak volna, egészen a IV. dinasztia koráig nincs adat. Ekkor viszont Sznofru király legalább hatvan kereskedelmi hajó építését rendelte el. Sznofru egyik írnoka már „negyven, cédrusfával megrakott hajó” érkezését jegyezte fel.
Más behozatali cikkek forrása délen terült el: Núbia bővében volt az aranynak, elefántcsontnak, ébenfának és prémeknek. A legnagyobb haszonnal kecsegtető kereskedelmi expedíciók Asszuán környékéről indultak karavánfőnökök vezetésével, s a kereskedőkaraván a király parancsára mélyen behatolt Afrika szívébe. Az egyik ilyen vállalkozást egy asszuáni nemesember, bizonyos Harhuf vezette II. Pepi király idején. Amikor Harhuf sikeresen visszatért útjáról, levélben számolt be a fáraónak arról, hogy a fáraót illető „nagy és szép ajándékokkal” érkezett vissza, közöttük „egy táncos törpével …aki a szellemek földjéről való”. II. Pepit rendkívüli módon megörvendeztették ezek a hírek, s egyik hivatalnoka útján a következő utasításokat adta Harhufnak: „Tüstént jöjj északra az udvarba; hozd magaddal azt a törpét, akit élve, boldogan és egészségesen hoztál el a szellemek országából, s aki az istenek táncait táncolja, s örvendeztesd meg és tedd boldoggá Felső- és Alsó-Egyiptom királyát, aki örökké él. Amikor hajódra viszed a törpét, nevezz ki jeles férfiakat, akik mindvégig mellette lesznek a hajó két oldalán; ügyelj rá, nehogy beleessen a vízbe. Amikor alszik, nevezz ki jeles férfiakat, akik mellette alszanak a sátorban: éjszakánként pedig tízszer ellenőrizd a hogylétét. Fenségem inkább vágyik látni ezt a törpét, mint Szináj és Punt minden ajándékát.”

## Háborúk
A fáraók a határon túli hadjáratoknak köszönhetően őrzik Egyiptom biztonságát, és gyarapítják vagyonát. Núbia kiszáradt folyómedreiben feliratok tanúsítják, hogy átvonultak itt Szanaht, Hufu, Szahuré, Niuszerré, Sznofru, I. Pepi és II. Pepi hadseregei. Sznofru, a IV. dinasztia alapítója, szintén hadjáratot vezetett Núbiába a lázadó líbiaiak ellen, és a Sínai-félszigetre, ahonnan türkizzel tért vissza. Le kellett verni az Ázsiából jövő beduinok betöréseit, valamint biztosítani kellett a hajók védelmét is, amelyek az építkezésekhez nélkülözhetetlen nemesfával érkeztek Libanonból. Az Óbirodalom vége felé a hanyatló központi hatalom azonban már nem volt képes megfékezni az idegen betöréseket a Nílus deltájában.